# Nymphidium acte
Nymphidium acte är en fjärilsart som beskrevs av Doubleday 1847. Nymphidium acte ingår i släktet Nymphidium och familjen Riodinidae. Inga underarter finns listade i Catalogue of Life.